# Aureoglaucytes aureosignata
Aureoglaucytes aureosignata är en skalbaggsart som först beskrevs av Aurivillius 1928.  Aureoglaucytes aureosignata ingår i släktet Aureoglaucytes och familjen långhorningar.
Artens utbredningsområde är Samoa. Inga underarter finns listade.